# Duesenberg Model A
Das Duesenberg Model A war das erste Automobil in Serienproduktion mit Hydraulikbremsen und das erste Auto in Serienproduktion mit Achtzylinder-Reihenmotor in den Vereinigten Staaten. Unter der offiziellen Bezeichnung Duesenberg Straight Eight wurde das Model A zum ersten Mal Ende 1920 in New York City vorgestellt. Die Produktion verzögerte sich durch substanzielle Änderungen an der Konstruktion des Motors, der statt einer Walking-Beam-Ventilsteuerung eine königswellengetriebene obenliegende Nockenwelle bekam. Außerdem verlegte das Unternehmen seinen Hauptsitz und die Fabrik von New Jersey nach Indiana. Das Model A wurde von 1921 bis 1925 in Indianapolis von der Duesenberg Automobiles and Motors Company und von 1925 bis 1926 in der gleichen Fabrik von der umstrukturierten Duesenberg Motor Company hergestellt. Das Unternehmen begann mit der Einführung des Nachfolgers Model J, das Modell als Model A zu bezeichnen.

## Hintergrund
Fred und August Duesenberg bauten während des Ersten Weltkriegs Flugzeug- und Schiffsmotoren und nutzen diese Erfahrung für die Entwicklung und den Bau von Rennmotoren und zur Entwicklung eines Autos. Die Duesenberg Automobiles and Motors Company wurde in Delaware eingetragen und zum Zweck der Herstellung und des Verkaufs von Autos gegründet. Die davon unabhängige Firma Duesenberg Brothers war hingegen für Rennwagen und -motoren zuständig.

## Einführung und Verzögerung
Das Duesenberg Straight Eight wurde Ende 1920 im Commodore Hotel in New York City vorgestellt, die Produktion begann jedoch erst Ende 1921.  Hauptgrund für die Verzögerung war Fred Duesenbergs Entscheidung, mehrere Teile des Fahrzeugs, wie die Ventilsteuerung zu verändern. Der Hauptsitz und die Fabrik der Duesenberg Automobiles and Motors Company wurden währenddessen von Newark nach Indianapolis verlegt. Der Umzug wurde im Mai 1921 beendet, wohingegen die Veränderungen am Fahrzeug noch nicht abgeschlossen waren.

## Entwicklung und Technik

### Antriebsstrang
Das Straight Eight war das erste Auto mit Achtzylinder-Reihenmotor in Serienproduktion in den Vereinigten Staaten. Der Motorblock und der abnehmbare Zylinderkopf waren aus Gusseisen, die untere Kurbelgehäusehälfte und Ölwanne aus Aluminium. Die Kurbelwelle lief in drei Hauptlagern. Der Prototyp des Straight Eight hatte bei der Vorführung Walking-Beam-Ventilsteuerung mit horizontalen Ventilen und langen Kipphebeln, wie sie bei früheren Duesenbergmotoren eingesetzt wurden, das später produzierte Modell halbkugelförmige Brennräume und eine königswellengetriebene obenliegende Nockenwelle, die zwei Ventile pro Zylinder betätigte.
Der Motor hatte einen Steigstromvergaser; bei frühen Modellen von Stromberg, bei späteren von Schebler. Der Vergaser saß auf der rechten Seite des Motors, das Brennstoffgemisch wurde durch den Motorblock zu den Einlässen auf der linken Seite des Motors geleitet. Zündspule, Zündunterbrecher und Zündverteiler stammten von Delco.
Mit einer Bohrung von 73 mm Durchmesser und einem Hub von 127 mm hatte der Motor einen Hubraum von 4.261 cm³. Bei einem Verdichtungsverhältnis von fünf zu eins leistete der Motor maximal 66 kW bei 3600/min und erreichte ein maximales Drehmoment von 230 Nm bei 1500/min.
Über eine Einscheibentrockenkupplung, ein unsynchronisiertes Dreiganggetriebe und eine Antriebswelle trieb der Motor die Hinterräder an.

### Chassis
Das Chassis war ein Kastenrahmen aus gepresstem Stahl mit einem rohrförmigen Querträger. An beiden Achsen gab es halbelliptische Blattfedern und Watson-Stoßdämpfer. Die Vorderachse war rohrförmig und hinten war eine Deichselachse eingebaut. In Standardausführung hatte der Wagen einen Radstand von 3.404 mm, in der Ausführung für sieben Personen 3.581 mm. Die vordere und hintere Spurweite war 1.422 mm. Vorne und hinten hatte der Wagen Speichenräder in der Größe 5" x 33" mit Zentralverschluss.
Das Duesenberg Straight Eight war das erste in Serie gebaute Auto mit Bremsen an allen vier Rädern. Es waren hydraulisch betätigte Trommelbremsen. Vorne hatten die Bremsen einen Durchmesser von 406 Millimetern und zur Wärmeabfuhr Kühlrippen an den Bremstrommeln. Als Hydraulikflüssigkeit diente ein Gemisch aus Glycerin und Wasser.

## Produktion

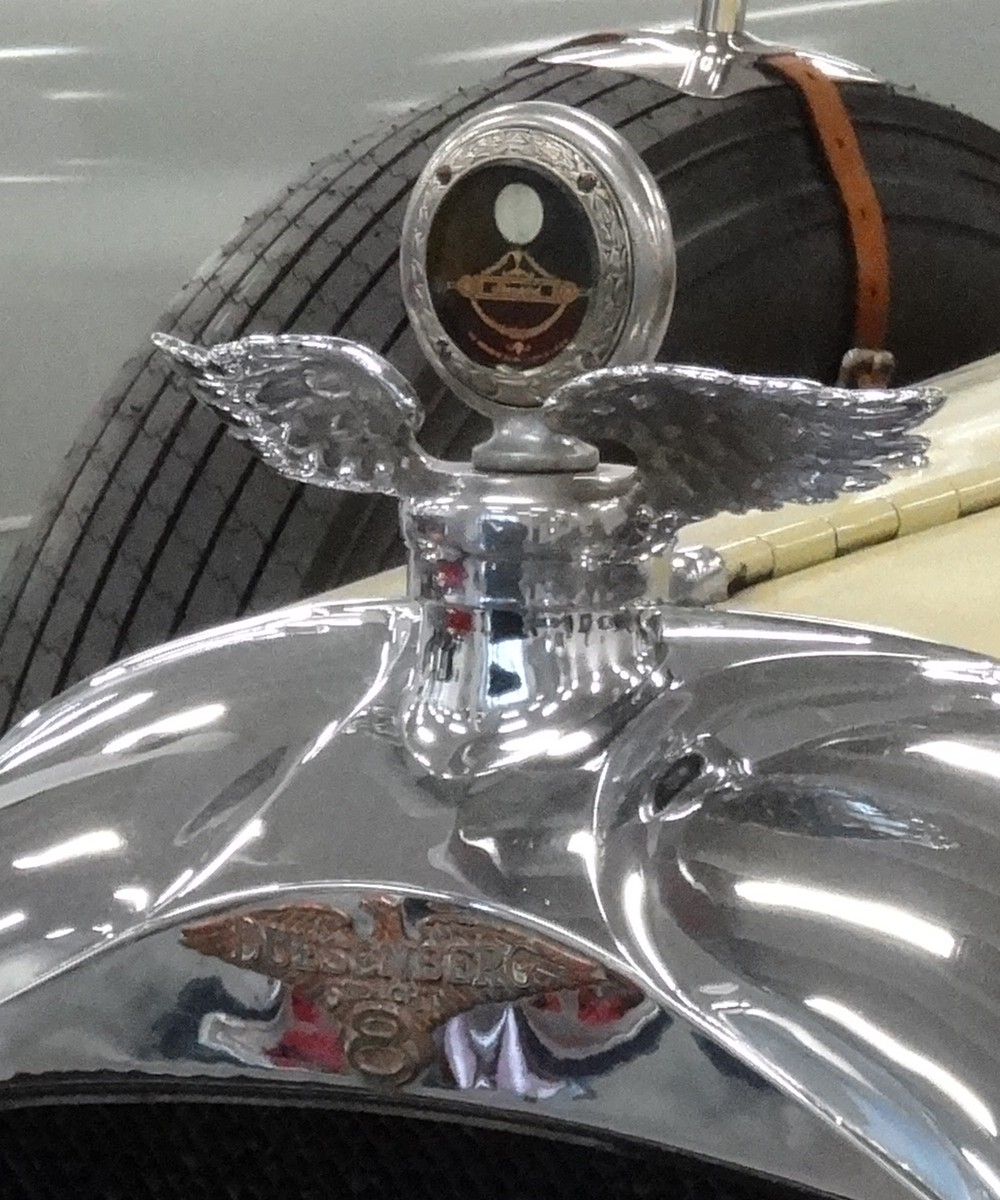
Logo des Duesenberg Model A

Das anfängliche Produktionsziel lag bei 100 Fahrzeugen pro Monat. Bis zum Ende des Jahres 1922, nach etwas mehr als einem Produktionsjahr wurden jedoch weniger als 150 Duesenberg Straight Eight gebaut.
Die Produktion des Straight Eight wurde trotz einiger Veränderungen im Management und der Umstrukturierung der Duesenberg Automobiles and Motors Company in die Duesenberg Motor Company im Februar 1925 bis zum Kauf der Firma durch Errett Lobban Cord im Oktober 1926 fortgesetzt. Bis zum Produktionsende durch Cord 1926 wurden etwa 650 Straight Eight gebaut.

## Nachleben
Das Duesenberg Model X, eine Variation des Straight Eight wurde 1927 für kurze Zeit produziert. Es wurden etwa zwölf Fahrzeuge gebaut. Das Model X hatte einen Motor mit der gleichen Bohrung und dem gleichen Hub wie der Straight Eight, jedoch mit Gegenstromzylinderkopf. Der Motor lieferte 75 kW. Das Chassis hatte einen Radstand von 3.429 mm.
Obwohl der Straight Eight eher produziert wurde, ist das später produzierte Model J bekannter. Unter dem Namen Straight Eight, unter dem das Fahrzeug ursprünglich verkauft wurde, ist es mittlerweile kaum bekannt. Der erst später verwendete Name Model A ist weiter verbreitet.